# Thuần Mang
Thuần Mang là một xã thuộc huyện Ngân Sơn, tỉnh Bắc Kạn, Việt Nam.

## Địa lý
Xã Thuần Mang có vị trí địa lý:
- Phía bắc giáp xã Thượng Quan
- Phía đông giáp xã Thượng Quan và huyện Na Rì
- Phía nam giáp huyện Na Rì
- Phía tây giáp xã Hiệp Lực.

Xã Thuần Mang có diện tích 53,54 km², dân số năm 2019 là 2.199 người, mật độ dân số đạt 41 người/km².
Thuần Mang có quốc lộ 279 chạy qua địa bàn. Xã có các khe suối khuổi Lim, Nà Chúa, Bản Giang,...

## Hành chính
Xã Thuần Mang được chia thành 17 bản: Bản Băng, Bản Nìm, Nà Dày, Nà Mu, Khâu Thốc, Cốc Ỏ, Khuổi Tục, Thôm Tà, Nà Chúa, Khu Chợ, Đông Tạo, Khuổi Chắp, Khuổi Lầy, Bản Giang, Nà Coóc, Lũng Miệng, Thôm Án.